# کوه تیبل
کوه تیبل (به انگلیسی: Table Mountain) یا تافلبرگ (به آفریکانس:  Tafelberg) کوهی سرتخت در جنوب غربی آفریقای جنوبی است که مشرف بر کیپ تاون و خلیج تیبل بوده و بیشتر بخش شمالی شبه‌ جزیرهٔ مرتفع و صخره‌ای کیپ را در بر می‌گیرد. این کوه با شکل مشخص خود یکی از شناخته‌شده‌ترین مناطق کیپ تاون و یکی از جاذبه‌های توریستی این شهر برای پیاده‌روی، اردوزدن و دیگر فعالیت‌هاست.

## مشخصات
کوه تیبل که در لغت به‌معنای کوه میز است در کیپ غربی در آفریقای جنوبی واقع شده و ۱٬۰۸۷ متر ارتفاع دارد. قلهٔ مسطح این کوه که گستره‌ای ۳ کیلومتری را در بر می‌گیرد، اغلب توسط ابر یا مه سفید غلیظی موسوم به «رومیزی» که به هنگام وزش باد از سمت جنوب شرقی ایجاد می‌شود پوشیده شده و سرسبزی پوشش گیاهی فلات این کوه نیز بیشتر ناشی از همین موضوع است.
شکل مسطح کوه درنتیجهٔ لایه‌های تقریباً افقی سنگ آهکی که در معرض وزش باد شدید و فرسایش آب قرار داشته‌اند به‌وجود آمده‌است. دو قلهٔ فرعی جدا از کوه اصلی قرار دارند که قلهٔ لاینز هد یا سر شیر به ارتفاع ۶۶۹ متر در شمال غربی و قله شیطان که پیشتر ویندبرگ نامیده می‌شد به ارتفاع ۱۰۰۰ متر در شمال شرقی کوه تیبل واقع شده‌اند. همچنین مجموعه‌ای از قله‌ها موسوم به «دوازده حواریون» در غرب کوه، در امتداد کرانه‌های اقیانوس اطلس قرار دارند.

## پوشش گیاهی و جانوری
انبوهی از گیاهان مختلف شامل ارکیده‌های دیزا، ۲۵۰ گونهٔ گل مروارید و درختان نقره در این کوه می‌رویند. همچنین از جمله جانورانی که در این منطقهٔ کوهستانی می‌زیند می‌توان به بزهای هیمالیایی (Tahr) اشاره نمود که از نسل بزهایی هستند که در گذشته از باغ وحشی محلی گریخته‌اند.

## راه‌های رسیدن به قله
بیش از ۳۵۰ مسیر طبقه‌بندی‌شده برای رسیدن به قلهٔ کوه وجود دارد. همچنین گردشگران می‌توانند از تله‌کابینی که سال ساختش به ۱۹۲۹ برمی‌گردد برای رفتن بر بالای کوه تیبل استفاده نمایند.

## نگارخانه

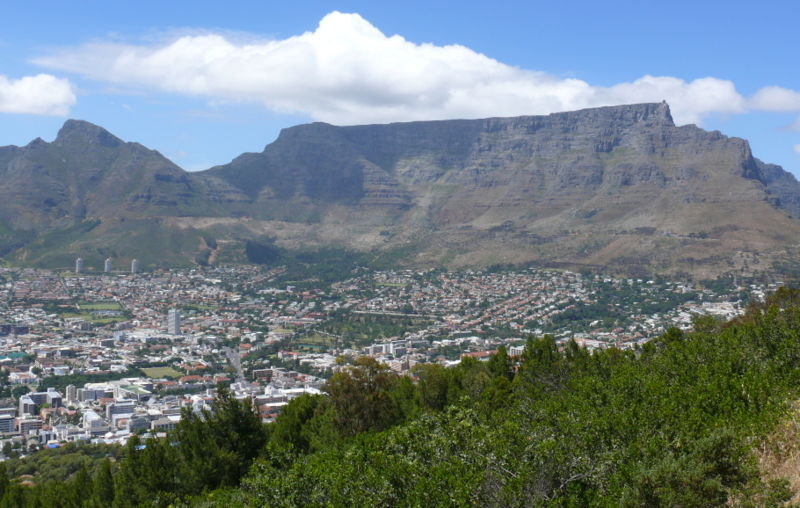
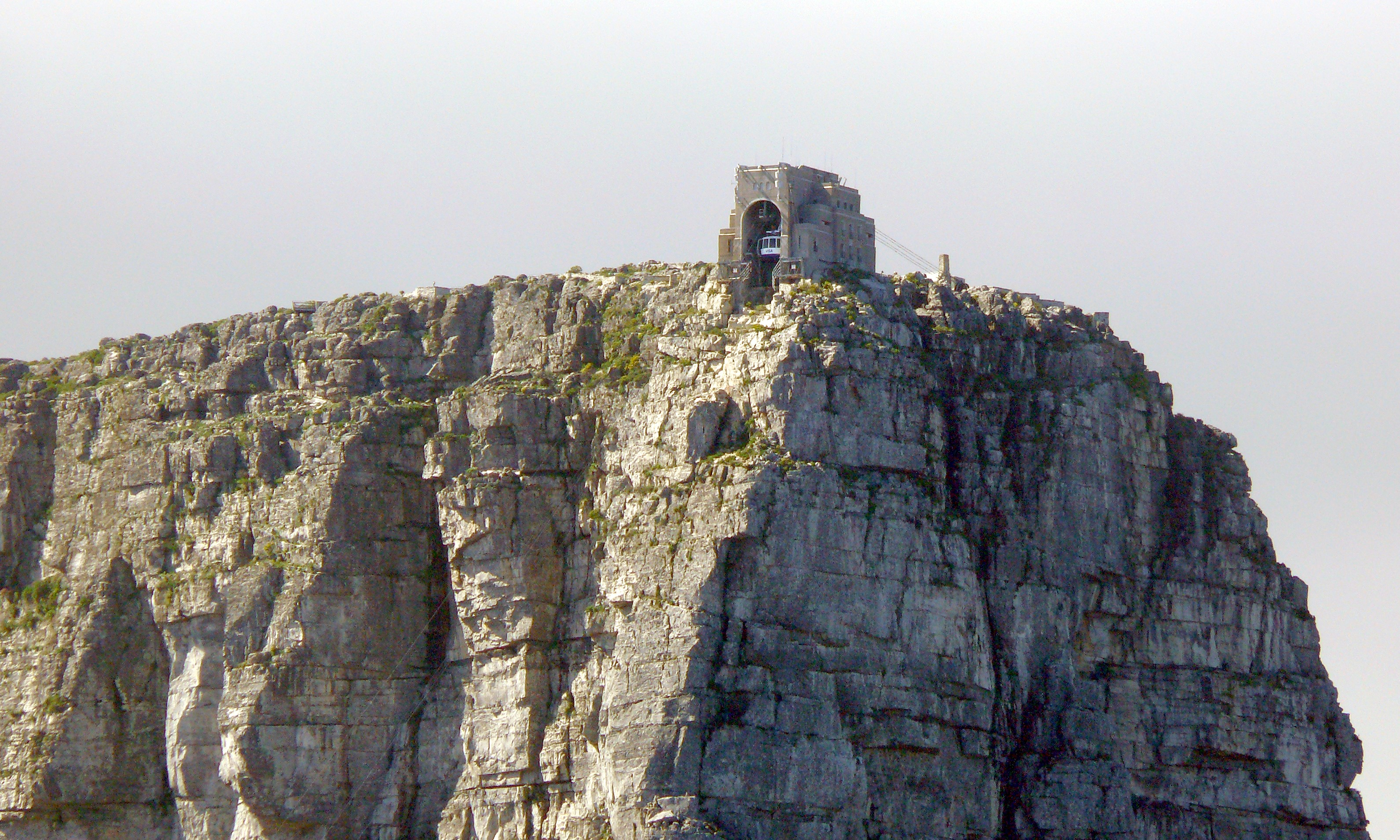
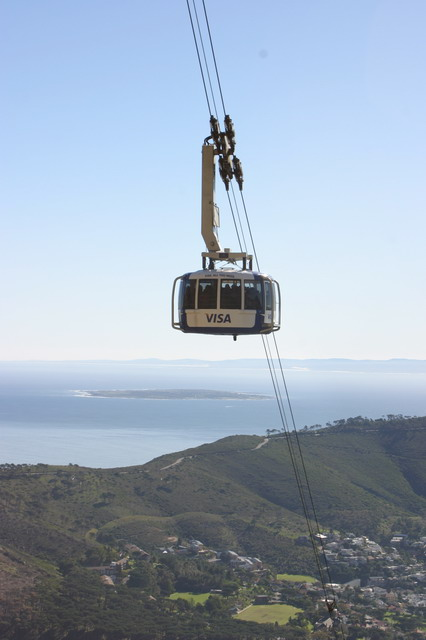
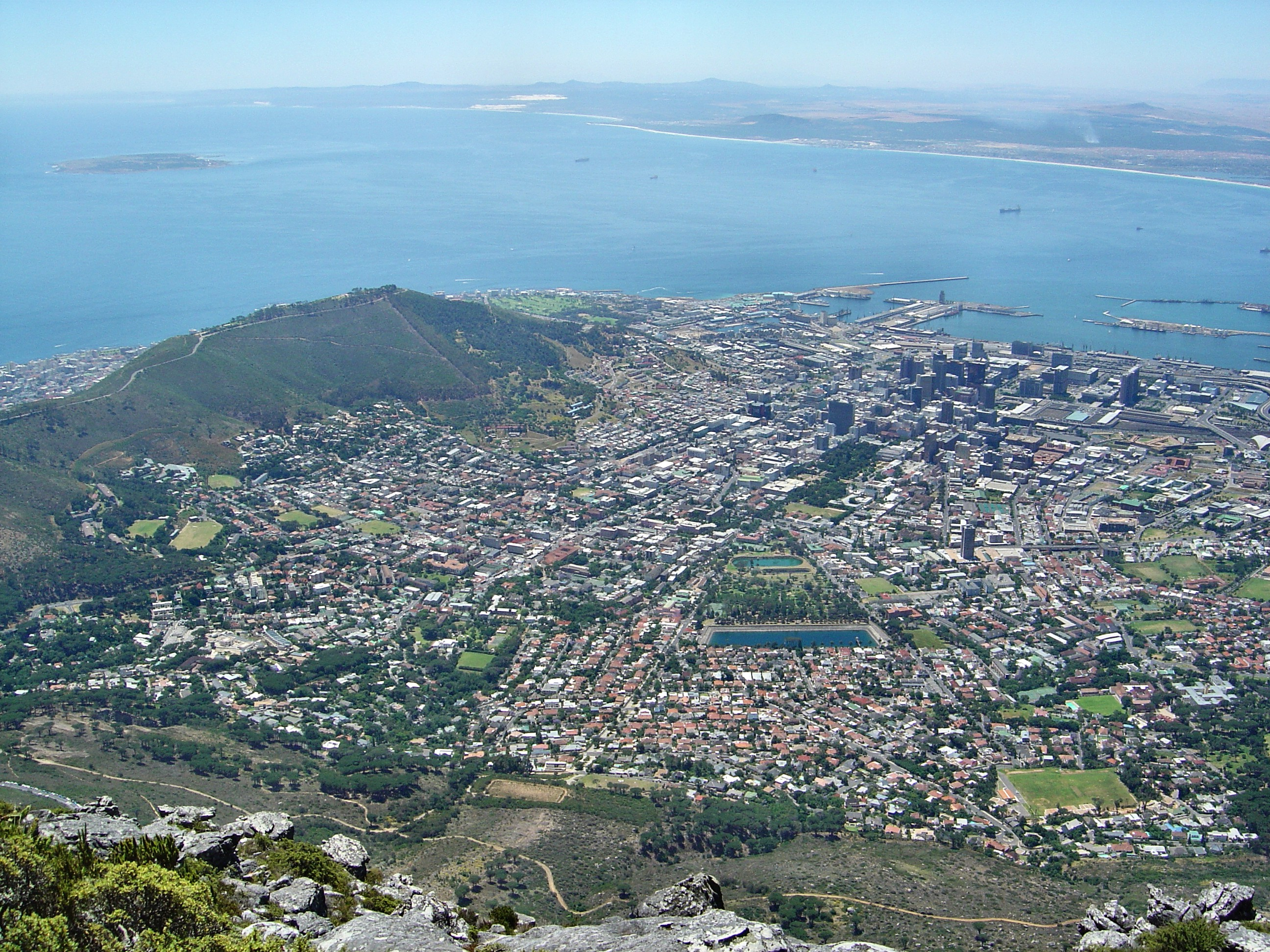
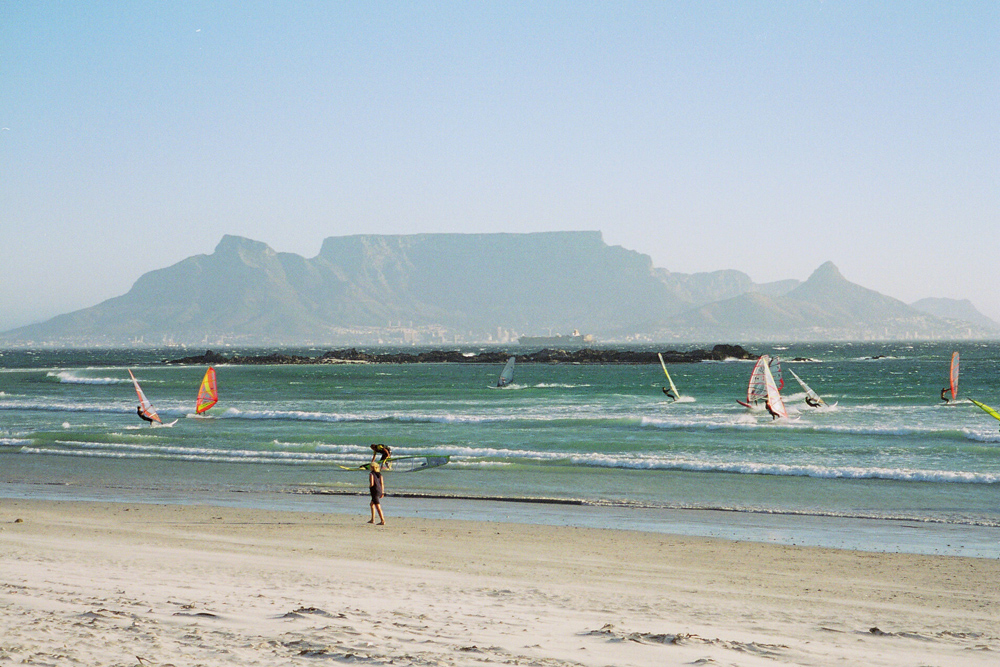
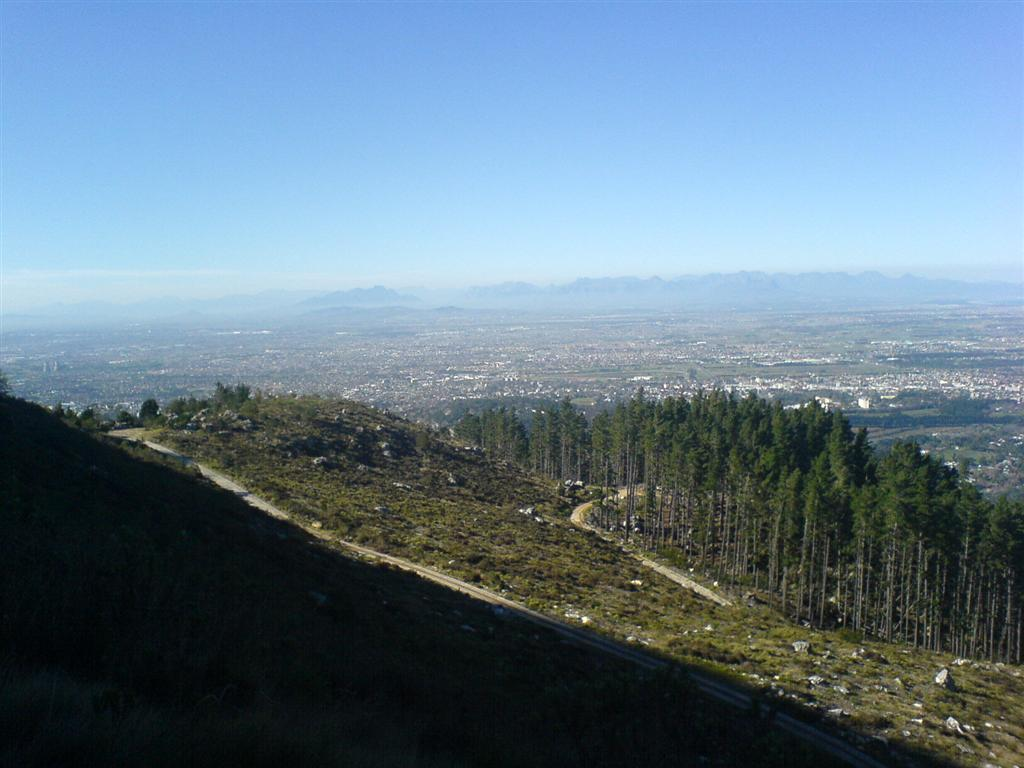
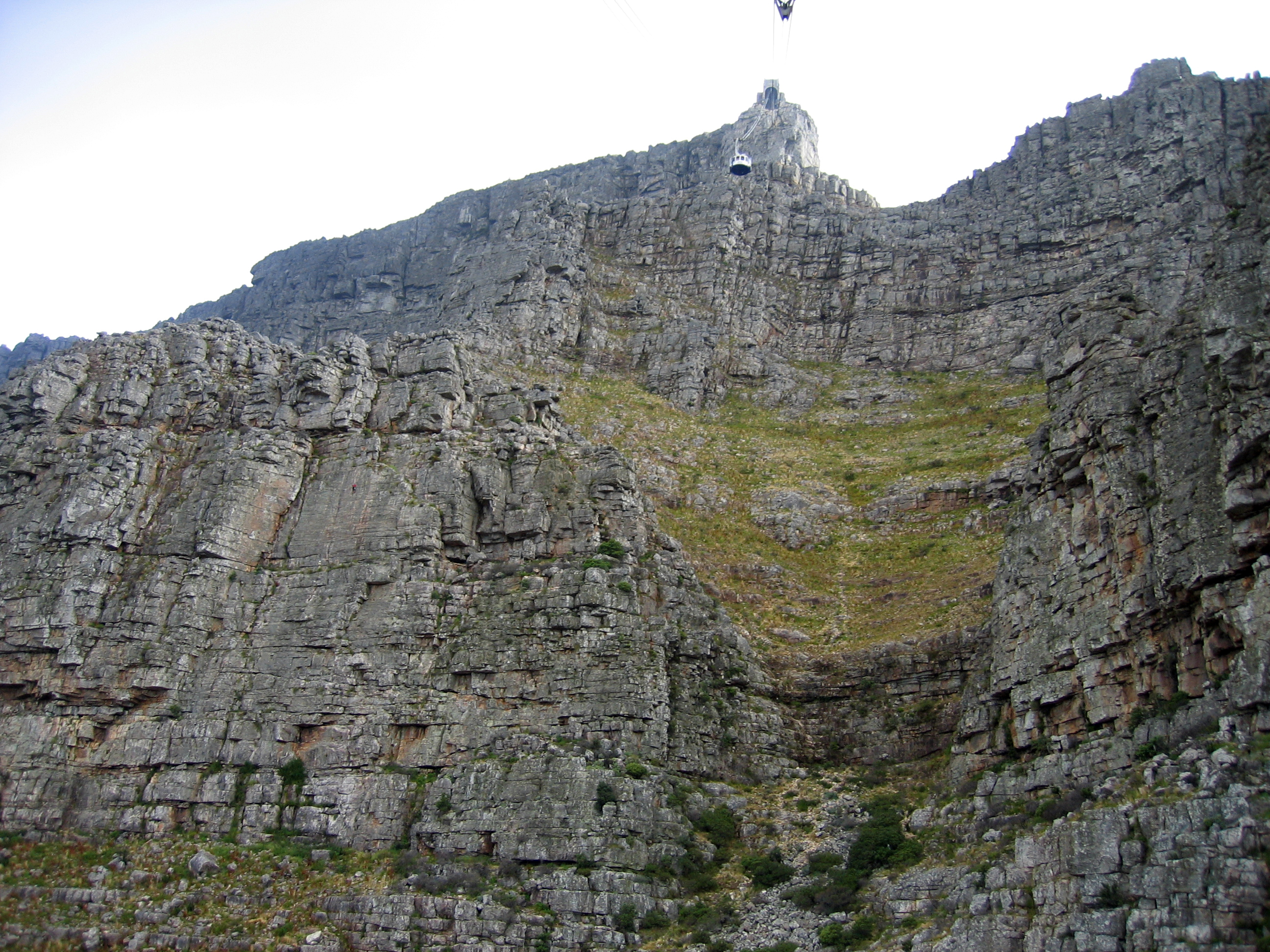
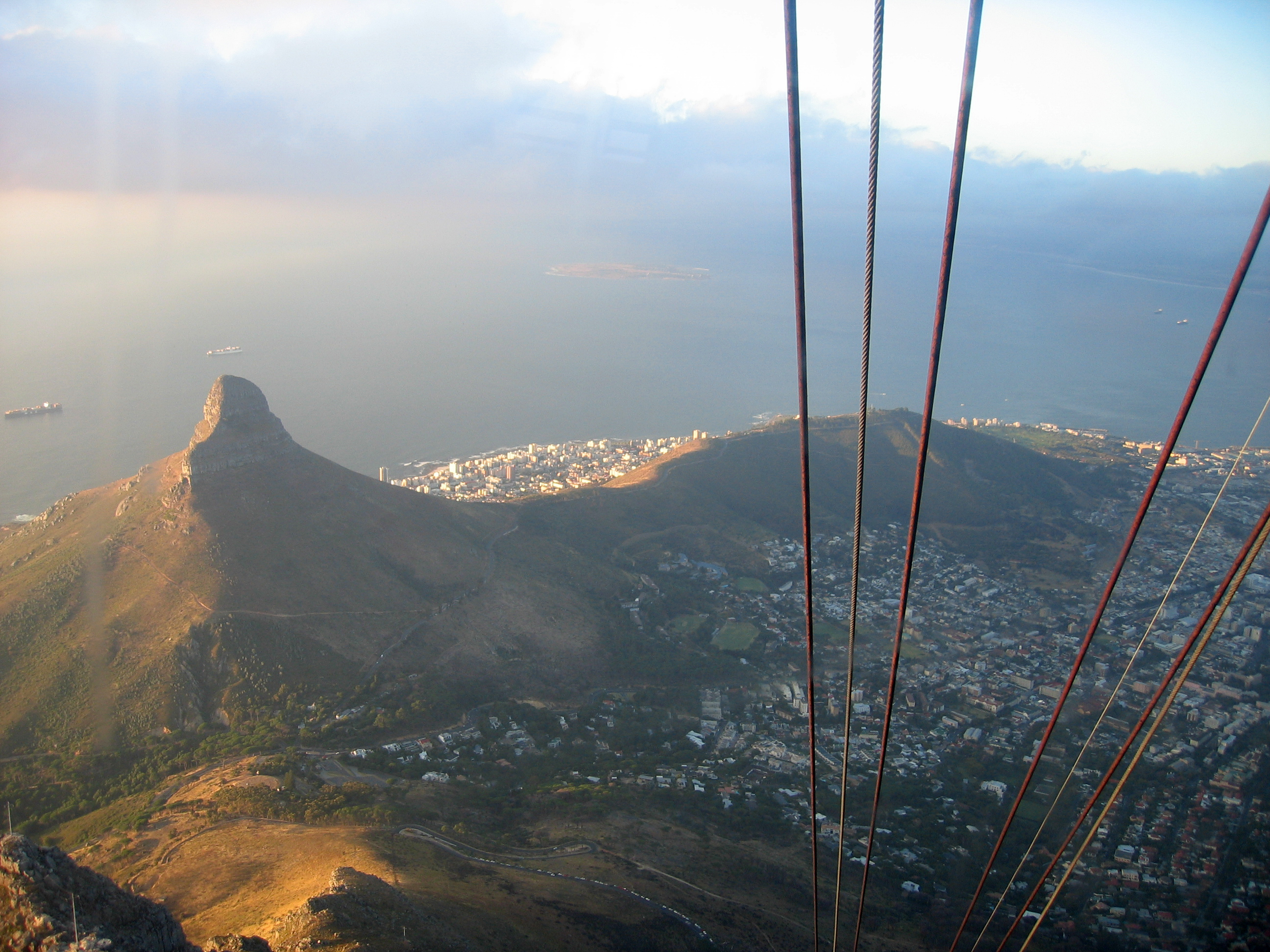
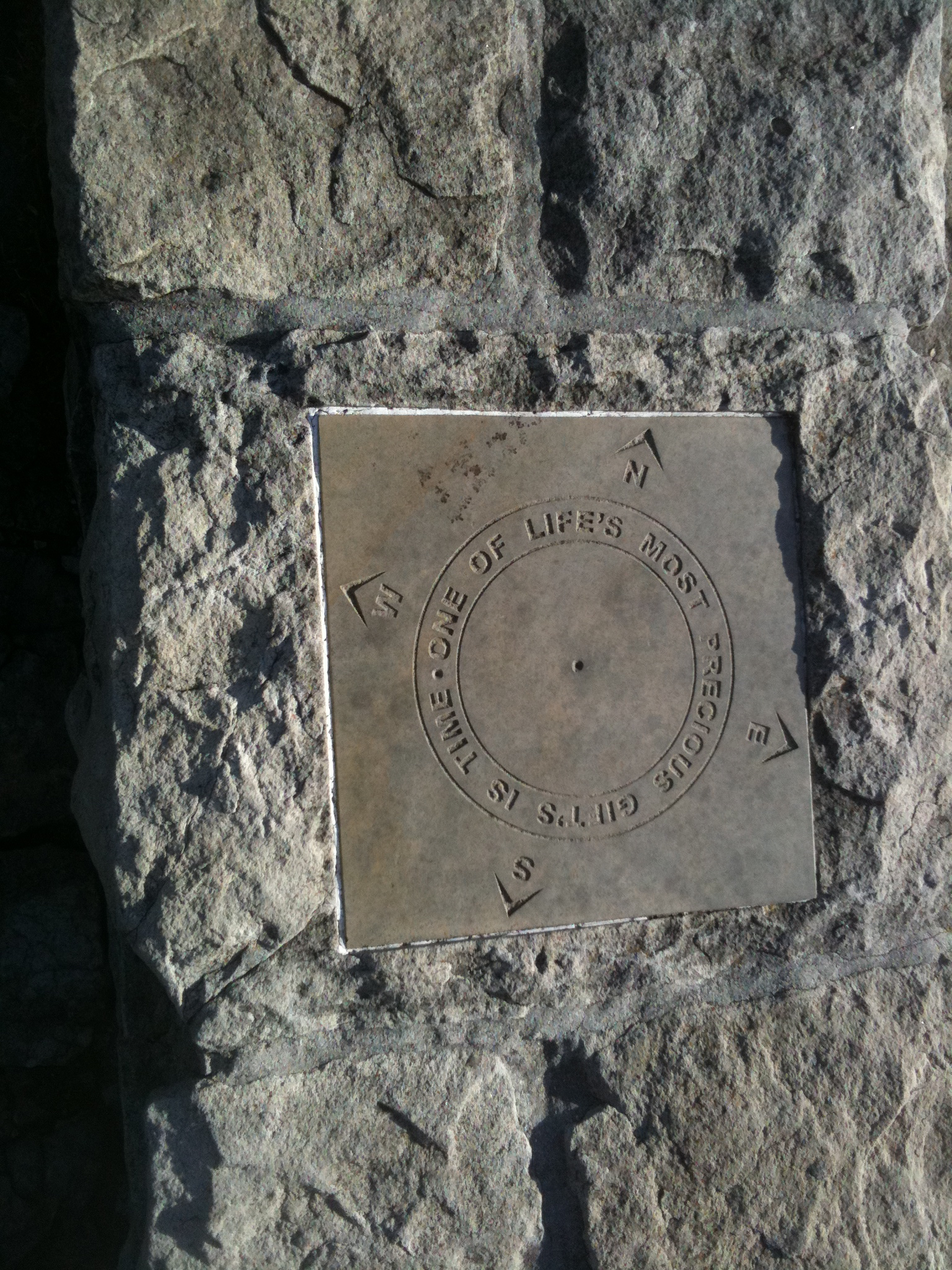
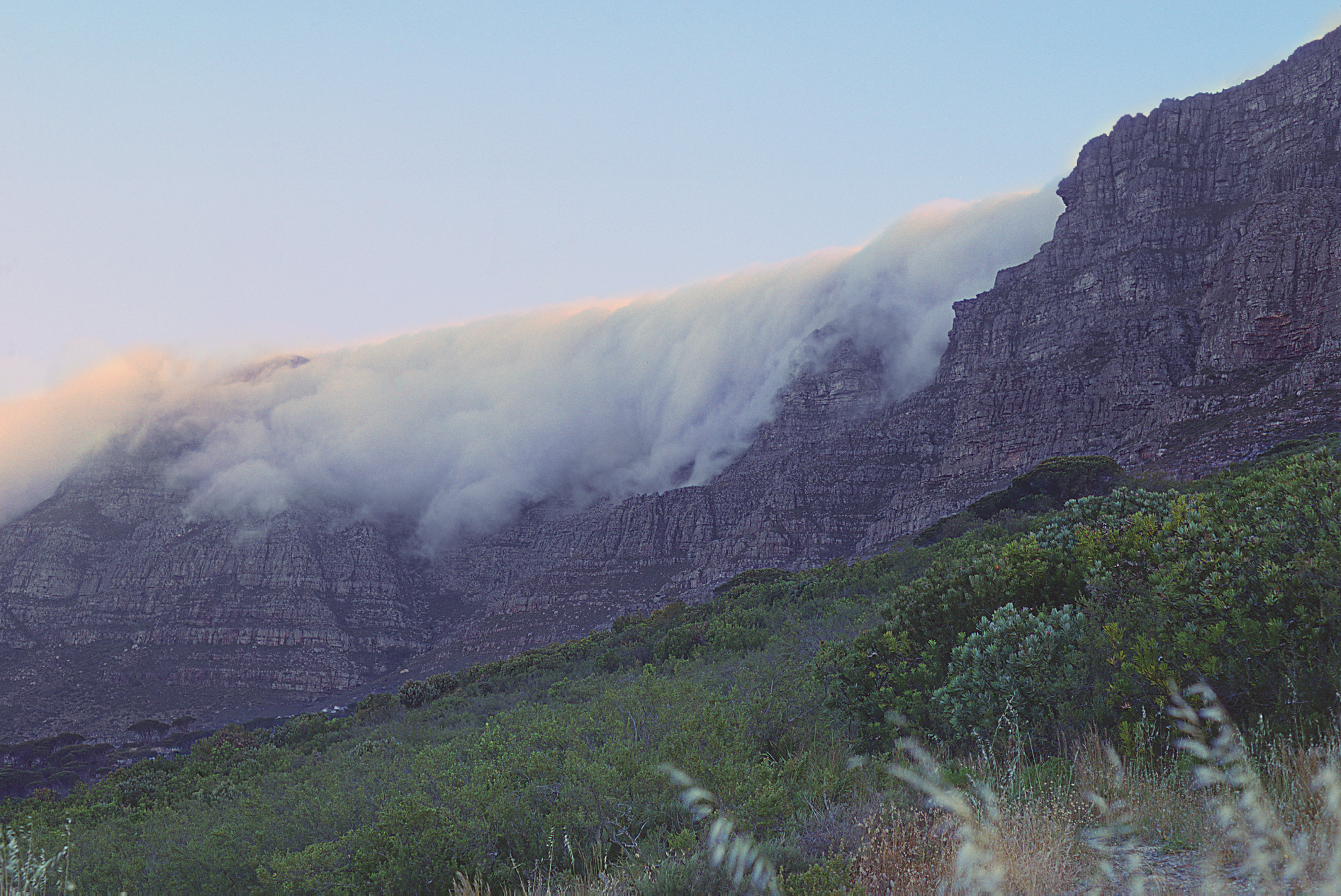